# ر. ک. نارایان

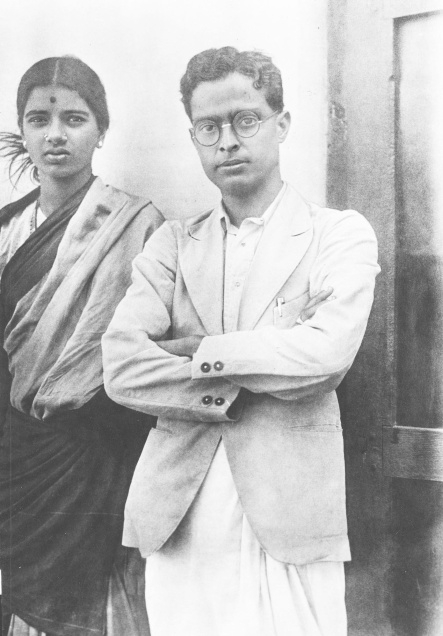

ر. ک. نارایان (به انگلیسی: R. K. Narayan) ‏(۲۰۰۱ - ۱۹۰۶) رمان نویس، داستان کوتاه پرداز، ناشر و مقاله‌نویس هندی بود.
او که به زلال‌نویسی با آمیزهٔ کنایه، تغزل، خردنمایی و طنزی دلربا شهیر است، برجسته‌ترین نویسندهٔ هندی‌تبار نسل خود بود که بارها تا یک قدمی تصاحب جایزهٔ نوبل پیش رفت. کتاب‌هایش در باب زندگی شخصیت‌هایی است غالباً سست‌نهاد و پست فطرت در شهر کوچک و نیم‌افسانه‌ای مالگودی، با شاخصه‌های شهرهای میسور و بنگلور که سادگی‌های سنتی زندگی روستایی هند در آنها تحت‌الشعاع عادات مدرن غربی قرار گرفته‌است. نارایان خود به مثابه میانجی‌ای روشنفکر بین شرق و غرب قلمداد می‌شود. او حامل تفکرات باریک و روانشناسانه‌است که ریشه در مکتب وایسناویت هندی دارد. به روایت او، دیوسانی، در غایت پلیدی، خود می‌تواند منشأ ثباتی نو باشد.

## زندگی

### تولد و جوانی
راسیپورام کریشنا نارایان، عضو انجمن سلطنتی ادبیات، دهم اکتبر ۱۹۰۶ دیده به دنیا گشود و سیزدهم مه ۲۰۰۱ در سن نود و چهار سالگی چشم از جهان فرو بست.
نارایان، در ایالت جنوبی تامیل نادو چشم به جهان گشود. او به دلیل وحشت از مدرسهٔ اولش، به مدرسهٔ دیگری در مایسور که پدرش مدیر آن بود، رفت و در همانجا ادامهٔ تحصیل داد. سپس در کالج مهاراجای میسور پذیرفته و در سال ۱۹۳۰ فارغ‌التحصیل شد. سالها روزنامه‌نگار بود و در شمارهٔ یکشنبه‌های روزنامهٔ «هندو» مطلب می‌نوشت و کم‌کم به یک نویسندهٔ تمام‌وقت تبدیل شد.

### ازدوج
نارایان در سال ۱۹۳۴ ازدواج کرد اما پنج سال بعد همسرش را از دست داد و همان‌گونه که خود نگاشته‌است تا سالها بعد از آن به پرورش تنها فرزند خود همت نهاد: دختری به نام هما که بعدها برایش یک نوهٔ دختر و یک نوهٔ پسر به دنیا آورد. او بیشتر بقیهٔ عمرش را با یکی از برادرانش در میسور گذراند؛ برادری که خود کاریکاتوریست بنامی است. نارایان هرگز دوباره ازدواج نکرد و دخترش نیز پیش از خود او درگذشت.

### نویسندگی
مدتی گذشت تا او خود را در کالبد یک نویسنده باور کند، و برای مردم، مدتی بیشتر تا او را کشف کنند. صف آثار نارایان که متجاوز از سی کتاب است، با «سوامی و یاران» آغاز شد؛ کتابی که با تشویق دوست و حامی او گراهام گرین و توسط ناشرش (هاینمان) در سال ۱۹۳۵ به چاپ رسید. اما تازه پس از اثر چهارمش، «معلم انگلیسی» (۱۹۴۵) - حدیث مهرانگیز دلشکستگی و محنت حاصل از مرگ همسرش- بود که در آمریکا به محبوبیت رسید. حتی آن زمان نیز، کتاب پنجمش، «آقای سامپات» (۱۹۴۹)، حکم یک افشاگری داشت: یک روانکاوی سازمند و ژرف داستانی که در عین حال جامعهٔ خواب‌آلود مالگودی را کالبدشکافی می‌کند. سیاقی که در آثار بعدی‌اش نیز با اوست.
قصهٔ«آقای سامپات» و باقی نوشته‌های بعدی نارایان، علی‌رغم سبک بی‌تکلف و متعارفشان، منبعث از هندوئیسم او هستند. توفیق جهانی این نویسنده شاید مرهون استادی او در تفهیم آموزه‌های هندو در قالبی فرنگی و برای خوانندگان غربی است. بن‌مایهٔ تقریباً همه آثار بزرگ او آشوبی است که در پی ناتوانی افراد در شناخت هویت خویش رخ می‌نماید، یا آرامشی که به برکت معرفت، به ایشان دست می‌دهد. بسیاری از شخصیت‌های داستان‌های او در مسیر قصه، خویشتن خود را باز می‌شناسد و آماج را درمی‌یابند، ولی بسیاری دیگر هم می‌باید در انتظار تناسخی دوباره بمانند تا به روشنگری برسند.
در کتاب«کارشناس مالی»(۱۹۵۲، با مقدمهٔ گراهام گرین)، شخصیت محوری در صعود خود از نردبان ترقی اقتصادی از دستیابی به سکون باز می‌ماند و سرانجام، واهمهٔ سقوط وی را به زمین بازمی‌خواند. خواننده در آغاز داستان، او را هنگامی ملاقات می‌کند که زیر درختی نشسته و روستائیان وام‌خواه را پند می‌گوید. نارایان ناکامی این اثر را با چاپ کتاب عریان‌نمای«آهنگ اهل»که طالع و شهرت را برای او به ارمغان آورد، به فراموشی سپرد. آنجا شخصیت به«وام‌ده احسانگر»ی بدل می‌شود که تنها وقتی پسر قماربازش رویایش را ویران می‌کند، تباه می‌شود و اینگونه همانسان پایان می‌پذیرد که آغاز کرده بود.
اگرچه آثار نارایان سخت متکی بر فلسفهٔ هندوئیسم و جوهر آن، یعنی مقولهٔ تناسخ، هستند، اما از طنز و عطوفت نیز لبریزند. شاید عمیق‌ترین رمان او، «رهنما»(۱۹۵۸) باشد: افسانه‌ای در مورد یک کلاهبردار که به یک قدیس بدل می‌شود. پایان بی‌نقص و نیمه‌عرفانی قصه سبب شد تا بسیاری از خوانندگان باور کنند که قهرمان اثر، به یک اعتبار، رهایی می‌یابد. اما اصطلاح هندوی آن یعنی «رستگاری» را هرگز نپذیرفتند. این کتاب جایزهٔ فرهنگستان ادبی ساهیتیا را برای نارایان به ارمغان آورد و سپس به شکل یک فیلم سینمایی نیز درآمد.
رمان «در انتظار مهاتما» ی(۱۹۵۵) او در باب نهضت گاندی، با واکنش‌های متفاوتی روبه‌رو شد. این کتاب از وحدت تخیلی که در سایر آثار رفیعش به حس می‌نشیند عاری است. با این همه، قصه‌ای مجابگر و انسانی است دربارهٔ جوانی هندی که مسحور طلسم رهبر قدسی خود است ولی هنگام هجر او به یک یک وسوسه‌ها تن می‌دهد.
در کتاب «شیرینی‌فروش شیرین»(۱۹۶۷)، شخصیت اصلی به آرامش حقیقی دست می‌یابد. اما در «نقاش نشانه‌ها» (۱۹۷۷)، یگانگی مقصود قهرمان قصه به سبب کشمکش میان پذیرش قهری زندگی و خردگرایی بی‌تاب، غمگنانه می‌گسلد. این رمان همچنین نقد زیرکانه‌ای است بر معضل بغرنج غوغای جمعیت در سرزمین هندوستان.
در پی چاپ انگلیسی «لیسانسیه هنر» در سال ۱۹۷۸، چاپ‌های جدیدی از رمان‌های پیشین او به بازار روانه شد. گرین در روزنامهٔ تایمز منادی او شد و در وصف او نوشت که از ذکر نام او در کنار بزرگانی چون تولستوی، هنری جیمز، تورگنیف، چخوف، و کنراد «تردید» به خود راه نمی‌دهد. تخلص نارایان به صورت ر. ک. نارایان نیز ابداع گرین در سال ۱۹۳۵ بود تا بانوان سالخورده بتوانند آسانتر نام او را به ذهن بسپارند. اینگونه گرین تا پنجاه و پنج سال خوانندهٔ نخست دستنوشته‌های نارایان و حامی او در بریتانیا باقی ماند.
در سال ۱۹۸۳، نارایان «ببری برای مالگودی» را به چاپ رساند، حکایت زندگی یک ببر سیرک از زبان خود حیوان و روایت جور و جفای تعلیمات نمایشی، فرار او، و سرانجام پناه جستنش به یک تارک دنیا.
نارایان همچنین چندین مجلد داستان کوتاه و نیز دو گزیدهٔ اساطیر کلاسیک هند«(رامایانا»به سال ۱۹۷۲ و«مهابهاراتا» در ۱۹۷۸) نگاشت. تد هیوز برخی از اسطوره‌نگاری‌های نارایان را«برترین بازنویسی‌های اساطیر هند» خوانده‌است. نارایان سفرنامه‌هایی هم نوشت و نیز سرگذشتنامه‌ای با عنوان «روزگار من» (۱۹۷۵، برندهٔ جایزهٔ اتحادیهٔ نویسندگان انگلیسی‌زبان آمریکا)منتشر کرد که در آن، به قول طعنه‌آمیز جان آپدایک، «هنوز واقعیت جلودارش نبود».
نارایان به مناسبت‌های مختلف مدتی را در دانشگاه‌های آمریکا گذراند، و در دههٔ ۱۹۸۰، در یک دوره مجلس اعلای هند به عنوان عضو منتخب خدمت کرد. در پیرسالی، رمان مالگودی دیگری به نام «دنیای ناگاراج» (۱۹۹۰) به چاپ رساند، و از پی آن در سال ۱۹۹۳ سه داستان «قصه‌های مادربزرگ» را منتشر کرد. او با این همه از نشستن در ایوان خانه و تماشای پروانه‌ها لذت می‌برد. نارایان می‌گفت: «فراموشی عطیه‌ای گرانسنگ است.» و در سال ۱۹۹۴، در باب هستی و کرنش در برابر رخدادها گفت: «راه عملی زندگی توام با آرامش، فراموش کردن گذشته و زیستن در اکنون، عیش در لحظه، وداع بی‌افسوس با شادمانگی‌ها، و باور حتمیت استحاله و تغییر است.» زندگینامه‌ای نیز از دوران اول حیات نارایان به قلم سوزان و. ن. رم چاپ شده‌است.
اما این آثار بی‌شمار آن‌چنان که سزاوار بود، در خارج از هند با اقبال خوانندگان روبه‌رو نشد. منتقدان هم به آنها اعتنا نکردند و اینگونه او برخلاف دیگر هم‌وطنان نام‌آور خود یعنی سلمان رشدی و ویکرام ست، در حصار گمنامی ماند. در حقیقت، او با آن ارزش‌های آرام و فروتن که در نوشته‌هایش تقدیس می‌کرد، نمی‌توانست مسافر قافلهٔ تبلیغات شهرت‌ساز دنیای نویسندگی امروز باشد.

## جوایز
نارایان جایزهٔ فرهنگستان ادبی هند را در سال ۱۹۵۸ ربود، و در ۱۹۶۵ از دانشگاه لیذر دانشنامهٔ افتخاری دریافت کرد. وی عضو افتخاری فرهنگستان هنر و ادبیات آمریکا، و نیز عضو انجمن سلطنتی ادبیات بود که مدال بنسون را در سال ۱۹۸۰ از آنجادریافت کرد.

## آثار

### رمان
- «سوامی و یاران» (۱۹۳۵)
  -     - «معلم انگلیسی» (۱۹۴۵)
- «آقای سامپات» (۱۹۴۹)
- «کارشناس مالی» (۱۹۵۲)
- «در انتظار مهاتما» (۱۹۵۵)
- «رهنما» (۱۹۵۸)
  - «شیرینی‌فروش شیرین» (۱۹۶۷)
- «نقاش نشانه‌ها» (۱۹۷۷)
- «ببری برای مالگودی» (۱۹۸۳)
  - «دنیای ناگاراج» (۱۹۹۰)

### غیر داستانی
«روزگار من» (۱۹۷۵، برندهٔ جایزهٔ اتحادیهٔ نویسندگان انگلیسی‌زبان آمریکا)

### اساطیری
- «رامایانا» (۱۹۷۲)
- «مهابهاراتا» (۱۹۷۸)